# Acta
För handelsavtalet, se ACTA.
Acta (latin, pluralis av actum) är en beteckning som används som signum för äldre urkunder, dokument och handlingar vid somliga forskningsbibliotek. Med samma innebörd används ordet också som namn för serier av vetenskapliga publikationer från högre lärosäten eller lärda akademier, till exempel Acta Universitatis Upsaliensis och Acta Zoologica.